# Прокариотска капсула
Капсула је слузави, спољашњи омотач који ствара сама бактерија. Улога капсуле је да заштити бактерију од дејства одбрамбеног система организма у који је доспела. Изграђена је од полисахарида. Код многих бактерија је запажено да образују густ, сомотаст омотач од капсулиних полисахарида назван гликокаликс. Тако нпр. бактерија (стрептокока) која изазива каријес, се најбоље причвршћује за површину зуба онда када ствара гликокаликс. За производњу гликокаликса неопходни су шећери. Бактерије које имају капсулу називају се инкапсулиране бактерије.